# 布里尔-津瑟病
布里尔-津瑟病（英文：Brill–Zinsser disease），中文又称复发性斑疹伤寒，是一种延迟发病的流行性斑疹伤寒，由普氏立克次氏体致病。当病人接触带菌的体虱后，立克次氏体可潜伏数月甚至数年再次导致发病，期间无症状。再次发病主要由于病患抵抗力下降，譬如因为其它疾病或年龄增长。流行性斑疹伤寒再次发病时，症状与首次发作时相比较轻或相似，包括出现黄斑皮疹。再次发病后，病患可通过与其他人的直接接触传播该疾病，甚至引起新一轮的流行。
该病以美国医生内森·埃德温·布里尔、汉斯·津瑟的名字命名。